# Paléorient
Paléorient est une publication française en archéologie, créée en 1973 par Jean Perrot et Bernard Vandermeersch. Ses publications concernent la Préhistoire et la Protohistoire du Proche-Orient, du Moyen-Orient et de l'Asie centrale.
Disponible depuis 2005 sur le portail Persée, les numéros parus depuis 2019 sont mis en accès libre sur le portail OpenEdition Journals depuis décembre 2021.

## Directeurs
- 1973-1994 : Jean Perrot et Bernard Vandermeersch (fondateurs de la revue)
- 1994-2004 : Geneviève Dollfus
- 2004-2012 : Éric Coqueugniot
- 2013-2019 : Frédérique Brunet (directeur adjoint Sylvain Soriano)
- 2020-2024 : Victoria de Castéja et Martin Sauvage
- Depuis 2024 : Johnny Samuele Baldi et Benjamin Mutin